# Anton Legler
Anton Legler (* 13. Juli 1919 in Batsch, Jugoslawien; † 3. Dezember 2011 in Hofstetten-Grünau) war ein österreichischer Militärhistoriker. Von 1964 bis 1981 war er Leiter der Militärwissenschaftlichen Abteilung des Heeresgeschichtlichen Museums in Wien.

## Leben
Legler leistete nach dem Gymnasialbesuch in Novi Sad Militärdienst bei der königlich ungarischen Honvéd. Er studierte Geschichte an der Ludwig-Maximilians-Universität München, der Universität Zagreb und der Universität Wien und wurde 1956 in Wien mit der Osteuropa-Dissertation (Geschichte) Grenzlandstreitigkeiten zwischen Österreich und Ungarn 1491–1526 zum Dr. phil. promoviert.
Nach der Aufstellung des österreichischen Bundesheeres trat er 1957 in den Dienst des Bundesministeriums für Landesverteidigung ein. Von 1964 bis 1981 war er Leiter der seinerzeit dem Direktor des Heeresgeschichtlichen Museums in Wien, Johann Christoph Allmayer-Beck, unterstellten Militärwissenschaftlichen Abteilung. Legler trat als Wirklicher Hofrat in den Ruhestand; sein Nachfolger wurde Othmar Tuider, ebenfalls Zivilist. Zu seinen Schwerpunkten gehörten der Zweite Weltkrieg und der Vietnamkrieg.
Legler war mitverantwortlich für zahlreiche „Behelfe“ der Abteilung und für eine umfangreiche Karteikarten-Dokumentation. Er veröffentlichte u. a. in der Österreichischen Militärischen Zeitschrift und übersetzte aus dem Serbokroatischen und dem Russischen.

## Auszeichnungen
- Goldenes Ehrenzeichen um Verdienste um Republik Österreich
- 1994: Ehrenzeichen vom heiligen Hippolyt III. Klasse (Bronze), Diözese St. Pölten

## Schriften (Auswahl)
- Der Krieg in Vietnam. Bericht und Bibliographie. 5 Bände, Bernard & Graefe, Frankfurt am Main 1969 ff.

- Band 1: mit Kurt Hubinek: Bis 30.9.1968 (= Schriften der Bibliothek für Zeitgeschichte. H. 8). 1969.
- Band 2: mit Frieda Bauer: Oktober 1968 – September 1969 (= Schriften der Bibliothek für Zeitgeschichte. H. 11). 1971, ISBN 3-7637-0211-3.
- Band 3: mit Frieda Bauer: Oktober 1969 – September 1971 (= Schriften der Bibliothek für Zeitgeschichte. H. 13). 1973, ISBN 3-7637-0213-X.
- Band 4: mit Frieda Bauer: Oktober 1971 – Januar 1973 (= Schriften der Bibliothek für Zeitgeschichte. H. 16). 1976, ISBN 3-7637-0216-4.
- Band 5: Januar 1973 – Mai 1975 (= Schriften der Bibliothek für Zeitgeschichte. H. 18). 1979, ISBN 3-7637-0217-2.

- mit Othmar Tuider und Hans-Egon Wittas (Bearb.): Bibliographie zur Geschichte der Felddivisionen der deutschen Wehrmacht und Waffen-SS 1939–1945. Teil 1, Heeresgeschichtliches Museum, Wien 1976.